# Gorlois

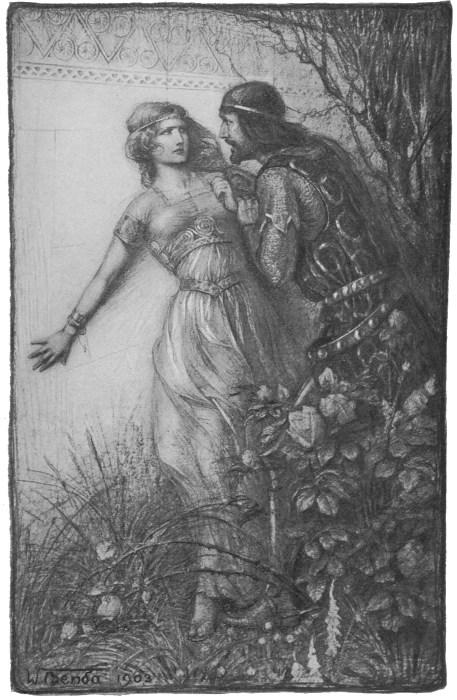
Wyobrażenie Gorloisa i Igerny

Gorlois – według legend arturiańskich, był to książę lub król Kornwalii oraz pierwszy mąż Igerny, zanim poślubiła ona Uthera Pendragona. Jego siedzibą był Tintagel. Gorlois i Igerna mieli kilkoro dzieci, ale najbardziej znane z nich to córki: Elaine z Garlot, Anna-Morgause i Morgana Le Fay.
Według Historia Regum Britanniae, autorstwa Geoffrey z Monmouth, Uther zakochał się w Igernie, a żeby ją zdobyć, rozpoczął wojnę z Gorloisem. O pomoc poprosił czarownika Merlina, który w zamian za obietnicę, że Uther wycofa swoje wojska i daruje życie Gorloisowi, rzucił na niego zaklęcie. Uther pod postacią Gorloisa, przespał się z nieświadomą niczego Igerną - wtedy miał zostać poczęty ich syn Artur. Jednak Uther oszukał Merlina i w środku nocy zabił prawdziwego Gorloisa. Igerna została następnie, dobrowolnie lub pod przymusem, żoną Uthera.
Późniejsze dzieła, takie jak na przykład Le Morte d’Arthur – Thomasa Malory’ego opisują, że córki Gorloisa zostały wydane za mąż za wasali Uthera:
- Elaine za króla Nentresa,
- Morgause za króla Lota,
- Morgana po otrzymaniu edukacji w klasztorze, za króla Uriela.